# Rocío Calle García
Rocío Calle García (23 gennaio 2007) è una nuotatrice artistica spagnola.

## Palmarès
- Mondiali giovanili:

Lima 2024: bronzo nella gara a squadre programma tecnico, nel duo programma tecnico, nel duo programma libero e nella gara a squadre programma libero.

### Coppa del Mondo
- 2 podi
  - 2 secondi posti (1 nella gara a squadre, 1 nel duo)